# Landing on water
Landing on water is het 15e studioalbum van de Canadese singer-songwriter Neil Young. Het album is uitgebracht op 28 juli 1986 door Geffen Records. Een aantal van de nummers op het album zijn in 1984 ontstaan tijdens sessies van Neil Young en Crazy Horse.
Landing on water kwam nadat Young buiten de rechtbank een deal maakte met Geffen Records. De platenmaatschappij had Young voor $3.3 miljoen aangeklaagd op grond van zijn werk van midden jaren 80 dat niet-commercieel en ongebruikelijk zou zijn. Later zou David Geffen zich persoonlijk verontschuldigen aan Neil Young voor de rechtszaak en het bemoeien met zijn werk.

## Tracklist
Alle muziek en teksten zijn geschreven door Neil Young. 
| Nr. | Titel               | Duur |
| --- | ------------------- | ---- |
| 1.  | Weight of the world | 3:40 |
| 2.  | Violent side        | 4:22 |
| 3.  | Hippie dream        | 4:11 |
| 4.  | Bad news beat       | 3:18 |
| 5.  | Touch the night     | 4:30 |

| Nr. | Titel                | Duur |
| --- | -------------------- | ---- |
| 6.  | People on the street | 4:33 |
| 7.  | Hard luck stories    | 4:06 |
| 8.  | I got a problem      | 3:16 |
| 9.  | Pressure             | 2:46 |
| 10. | Drifter              | 5:05 |